# Olympische Winterspiele 2002/Teilnehmer (Mongolei)
| Gelbes Symbol für Goldmedaillen mit stilisierten Olympischen Ringen | Graues Symbol für Silbermedaillen mit stilisierten Olympischen Ringen | Braundes Symbol für Bronzemedaillen mit stilisierten Olympischen Ringen |
| ------------------------------------------------------------------- | --------------------------------------------------------------------- | ----------------------------------------------------------------------- |
| —                                                                   | —                                                                     | —                                                                       |

Die Mongolei nahm 2002 zum zehnten Mal an Olympischen Winterspielen teil. In zwei verschiedenen Disziplinen entsandte das Land vier Sportler, der Fahnenträger bei der Eröffnungsfeier war der Skilangläufer Dschargalyn Erdenetülchüür.

## Übersicht der Teilnehmer

### Shorttrack
Männer
- Ganbatyn Dschargaltschuluun
500 m: 29. Platz (52,225 s, Vorlauf)

- Battulgyn Oktjabrj
1000 m: 28. Platz (1:47,213 min, Vorlauf)

### Skilanglauf
Frauen
- Dawaagiin Enchee
10 km Verfolgung: 68. Platz (17:20,3 min, nur klassisch)

Männer
- Dschargalyn Erdenetülchüür
15 km klassisch: 63. Platz (45:54,7 min)